# Сан-Домингуш (Сантьягу-ду-Касен)
Сан-Домингуш (порт. São Domingos) — район (фрегезия) в Португалии, входит в округ Сетубал. Является составной частью муниципалитета Сантьягу-ду-Касен. По старому административному делению входил в провинцию Байшу-Алентежу. Входит в экономико-статистический субрегион Алентежу-Литорал, который входит в Алентежу. Население составляет 1024 человека на 2001 год. Занимает площадь 124,15 км².
Покровителем района считается Святой Доминик (порт. São Domingos).